# Івкун Василь Дмитрович
Івку́н Васи́ль Дми́трович (1983—2014) — солдат, Збройних сил України; учасник російсько-української війни.

## Короткий життєпис
Народився 1983 року в місті Ямпіль (Вінницька область). Походить з селянської родини, закінчив ямпільську школу № 2; сільськогосподарську школу (село Пороги Ямпільського району), здобув фах комбайнера і тракториста. Відслужив строкову службу, повернувся до Ямполя, працював, як і батьки, в колективному сільськогосподарському підприємстві, на приладобудівному заводі, товаристві «Спектр».
Весною 2014-го мобілізований, оператор-навідник БТР, 7-й окремий полк армійської авіації.
29 серпня 2014-го загинув під час виходу з Іловайського котла «зеленим коридором» — на дорозі поблизу села Новокатеринівка. 2 вересня тіла 88 загиблих були привезені до запорізького моргу. Опізнаний побратимами та родиною. Бойові товариші оповіли, що останні слова Василя були «танки, мамо».
Похований в Ямполі.
Без сина лишились батьки.

## Нагороди і вшанування
За особисту мужність і героїзм, виявлені у захисті державного суверенітету та територіальної цілісності України, вірність військовій присязі під час російсько-української війни
- нагороджений орденом «За мужність» III ступеня (4.6.2015, посмертно)
- Вшановується 29 серпня на щоденному ранковому церемоніалі вшанування українських захисників, які загинули цього дня у різні роки внаслідок російської збройної агресії[1]
- Його портрет розміщений на меморіалі «Стіна пам'яті полеглих за Україну» у Києві: секція 3, ряд 4, місце 40
- почесний громадянин Ямполя (посмертно)